# Lagynodes coxivillosus
Lagynodes coxivillosus är en stekelart som beskrevs av Paul Dessart 1987. Lagynodes coxivillosus ingår i släktet Lagynodes och familjen trefåresteklar. Inga underarter finns listade i Catalogue of Life.